# Винк, Ян
Йоханнес Якобюс (Ян) Винк (нидерл. Johannes Jacobus "Jan" Vinck; 6 января 1929, Амстердам — 12 октября 1995, там же) — нидерландский футболист, игравший на позиции вратаря, выступал за амстердамские команды «Блау-Вит» и «Аякс».

## Спортивная карьера
В 1940-х годах вступил в футбольный клуб «Блау-Вит», а ранее имел членство в клубе ААК. В чемпионате Нидерландов дебютировал 30 ноября 1947 года в матче против команды ЭДО из Харлема, заменив в стартовом составе основного вратаря Германа ван Ралте, который был отстранён клубом от игр до 1 января 1948 года. Встреча на Олимпийском стадионе завершилась поражением его команды со счётом 0:2. В декабре Ян защищал ворота ещё в матчах против ДВС и «Фейеноорда», пропустив в каждой игре по два гола. В феврале 1948 года вызывался в юношескую сборную Нидерландов в качестве вратаря команды B. В августе 1949 года подал запрос на переход в АФК, а в сентябре запросил перевод в «Аякс» и в декабре получил разрешение. На тот момент он проживал в южной части города по адресу Валстрат 22. По данным газеты Het Parool, Винк также имел предложение от профессиональной команды из Франции. 
В «Аяксе» начинал играть в резерве, а в первой команде дебютировал 30 апреля 1950 года в матче финального турнира чемпионата против «Блау-Вита», выйдя на замену в середине второго тайма при счёте 0:1. Основной голкипер Ад ван де Пол получил травму спины и покинул поле — вместо него, после продолжительного совещания, вратарскую позицию занял полузащитник и капитан команды Йоп Стоффелен, однако и он не был готов к игре в воротах. Ван де Пол всё же вернулся в игру, но вскоре его заменил Винк. 14 мая появился в стартовом составе в проигранном матче с «Лимбюргией» (3:2), поскольку ван де Пол всё ещё находился в больнице, а игравший в прошлом туре Беп Лентвар не был готов после поражения от «Херенвена». В оставшихся матчах сезона ворота защищал ван де Пол, а Ян продолжил играть за «Аякс 2».
В сезоне 1950/51 принял участие в трёх матчах чемпионата, пропустив 5 голов. В октябре 1950 года вызывался в молодёжную сборную как резервный вратарь. Летом 1951 года покинул «Аякс», а в октябре подал запрос на переход в клуб третьего класса СНЛ. В новой команде дебютировал в январе 1952 года. Позже выступал за любительский клуб «Арсенал», базировавшийся в районе Ривиренбюрте

## Личная жизнь

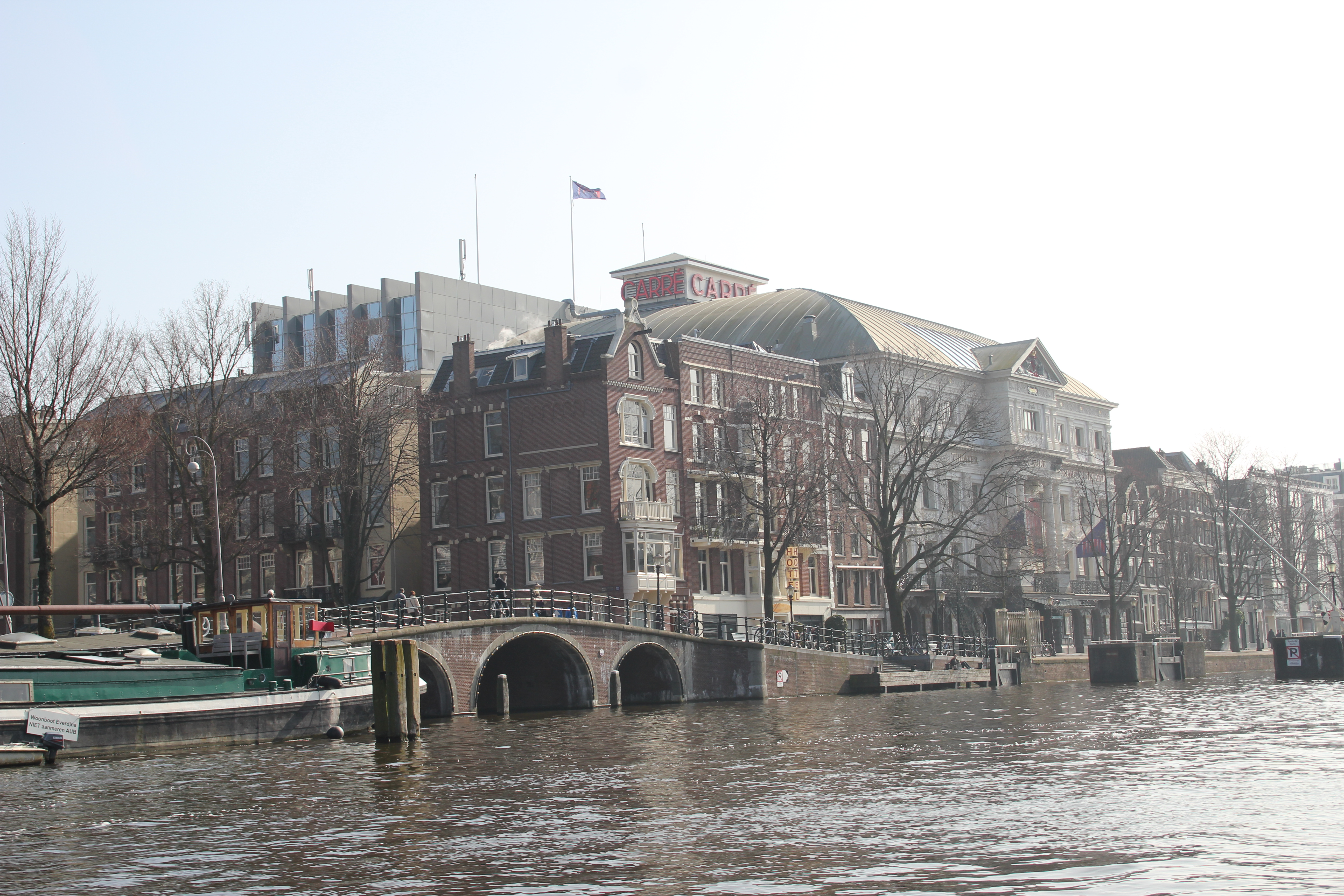
Мост Яна Винка в Амстердаме.

Ян родился в январе 1929 года в Амстердаме. Отец — Йоханнес Якобюс Винк, мать — Гердина Мария Антойнетте Элизабет Нютбей. Оба родителя были родом из Амстердама, они поженились в феврале 1915 года — на момент женитьбы отец работал водителем. В их семье воспитывалась ещё дочь Герхардина Йоханна, родившаяся в апреле 1913 года.
Женился в возрасте двадцати девяти лет — его супругой стала 25-летняя Вилли (Вилма) Мейер, уроженка Амстердама. Их брак был зарегистрирован 6 апреля 1958 года. Вилма была манекенщицей, но вместо карьеры выбрала семью. В 1966 году родилась их дочь по имени Марьолейн, а в январе 1970 года сын — Ян.
Работал директором школы имени Альберта Швейцера, которая находилась в восточном районе на Яваплантсун 9. Он также был общественным деятелем, представлял интересы жителей центрального района (Плантаж и Веспербюрт) через фонд Tussen Amstel en Weesper, и волонтёром в основном для молодёжи из этнических меньшинств и пожилых людей.
Умер 12 октября 1995 года в Амстердаме в возрасте 66 лет. Церемония кремации состоялась 18 октября в крематории кладбища Де Ньиве Остер. В память о нём мост №250 над каналом Ньиве Принсенграхт в центре Амстердама был назван в его честь.